# Pterogenia ussurica
Pterogenia ussurica är en tvåvingeart som beskrevs av Valery Korneyev 2001. Pterogenia ussurica ingår i släktet Pterogenia och familjen bredmunsflugor. Inga underarter finns listade i Catalogue of Life.